# Antoni Minkiewicz (pułkownik)
Antoni Minkiewicz (ur. 15 stycznia 1900 w Wilnie, zm. 2 października 1984) – pułkownik dyplomowany artylerii Wojska Polskiego.

## Życiorys
Antoni Minkiewicz urodził się 15 stycznia 1900 roku w Wilnie. Tam złożył maturę. Od 1918 roku walczył w szeregach 6 pułku piechoty Legionów . 1 czerwca 1921 roku pełnił służbę w Inspekcji Etapów Wilno, a jego oddziałem macierzystym był nadal 6 pułk piechoty Legionów. 3 maja 1922 roku został zweryfikowany w stopniu podporucznika ze starszeństwem z dniem 1 czerwca 1919 roku i 492. lokatą w korpusie oficerów piechoty, a jego oddziałem macierzystym był w dalszym ciągu 6 pułk piechoty Legionów. W tym samym roku został przeniesiony do korpusu oficerów artylerii i przydzielony do 19 pułku artylerii polowej w Wilnie. Zajmował kolejno stanowiska: dowódcy plutonu, oficera zwiadowczego i dowódcy baterii . W 1924 roku pełnił służbę w Szkole Strzeleckiej Artylerii w Toruniu, pozostając oficerem nadetatowym 19 pułku artylerii polowej. W latach 1926–1927 pełnił służbę w Oddziale II Sztabu Generalnego i jednej z jego ekspozytur . Z dniem 2 listopada 1927 roku został przydzielony do Wyższej Szkoły Wojennej w Warszawie, w charakterze słuchacza Kursu 1927–1929. Z dniem 23 sierpnia 1929 roku, po ukończeniu kursu i otrzymaniu dyplomu naukowego oficera dyplomowanego, został przydzielony do Dowództwa Okręgu Korpusu Nr I w Warszawie na stanowisko referenta. 27 stycznia 1930 roku awansował na kapitana ze starszeństwem z dniem 1 stycznia 1930 roku i 36. lokatą w korpusie oficerów artylerii. 28 stycznia 1931 roku został przeniesiony do Centrum Wyższych Studiów Wojskowych w Warszawie na stanowisko oficera sztabowego do zleceń. W Centrum współpracował z oficerami Francuskiej Misji Wojskowej w Polsce . W 1933 roku został przydzielony do składu osobowego inspektora armii w Toruniu, generała dywizji Mieczysława Norwid-Neugebauera na stanowisko oficera sztabu. W grudniu 1934 roku ogłoszono jego przeniesienie do 7 pułku artylerii ciężkiej w Poznaniu w celu odbycia stażu liniowego. W latach 1937–1939 był kierownikiem placówki wywiadu zagranicznego, posługując się kryptonimem „E.16”. W 1939 roku we Francji pełnił służbę w Sztabie Naczelnego Wodza na stanowisku referenta. W 1940 roku pełnił obowiązki oficera łącznikowego Sztabu Naczelnego Wodza przy Wojskowej Misji Francuskiej. W tym samym roku, po ewakuacji do Wielkiej Brytanii, został przydzielony do dowództwa I Korpusu Polskiego. W 1941 roku został przeniesiony do Inspektoratu Pociągów Pancernych na stanowisko oficera sztabu. W 1943 roku pełnił służbę w Wydziale Studiów Sztabu Naczelnego Wodza w Londynie. 26 września 1946 roku Tymczasowy Rząd Jedności Narodowej pozbawił go obywatelstwa polskiego razem z 75. innymi oficerami, którzy wstąpili do Polskiego Korpusu Przysposobienia i Rozmieszczenia.
Po zakończeniu służby pracował w Instytucie Polskim i Muzeum gen. Sikorskiego w Londynie. Znał języki: angielski, francuski, niemiecki i rosyjski .
W roku akademickim 1920–1921 był członkiem Korporacji Akademickiej Konwent Polonia, a w latach 1964–1984 seniorem. W 1978 roku w Londynie została wydana jego praca „Konwent Polonia 1828–1978”.

## Ordery i odznaczenia
- Krzyż Walecznych („za czyny męstwa i odwagi wykazane w bojach toczonych w latach 1918–1921”)
- Złoty Krzyż Zasługi
- Medal Niepodległości (3 maja 1932)[14]
- Odznaka Pamiątkowa Generalnego Inspektora Sił Zbrojnych (12 maja 1936)
- Medal 10 Rocznicy Wojny Niepodległościowej (Łotwa, 1929)[15]